# Richard Bläß
Richard Bläß (* 1888; † 16. November 1969) war ein kommunistischer Politiker (KPD) und Widerstandskämpfer gegen den Nationalsozialismus.

## Leben
Bläß war 1934 einer der Angeklagten der sogenannten „Zerbster Kommunistenprozesse“; ihm und zahlreichen anderen KPD-Mitgliedern wurde vorgeworfen, sich illegal Waffen beschafft zu haben. Der Prozess wurde einer der größten Verfahren in Mitteldeutschland, die das Berliner Kammergericht gegen politische Gegner der Nazis führte. Wegen Hochverrat wurde Bläß zu einer Strafe von 2 bis 2,5 Jahren verurteilt.
Nach Kriegsende vereinbarte Bläß, als Repräsentant der KPD, mit Willy Wegener, als Repräsentant der SPD, im April 1946 mit einem symbolischen Händedruck den Zusammenschluss beider Parteien zur SED.

## Ehrungen
Die heutige Sekundarschule Ciervisti in Zerbst trug ab dem 1. Mai 1979 bis zur Wende den Namen Richard-Bläß-Oberschule.